# Radzików (wieś w województwie mazowieckim)
Radzików – wieś w Polsce położona w województwie mazowieckim, w powiecie warszawskim zachodnim, w gminie Błonie. Ma status sołectwa.
W latach 1975–1998 miejscowość administracyjnie należała do województwa warszawskiego.
Wierni Kościoła rzymskokatolickiego należą do rzymskokatolickiej parafii św. Antoniego w Łaźniewie.
W czasie kampanii wrześniowej stacjonował tu IV/1 dywizjon myśliwski Brygady Pościgowej.